# آشپزی یهودی

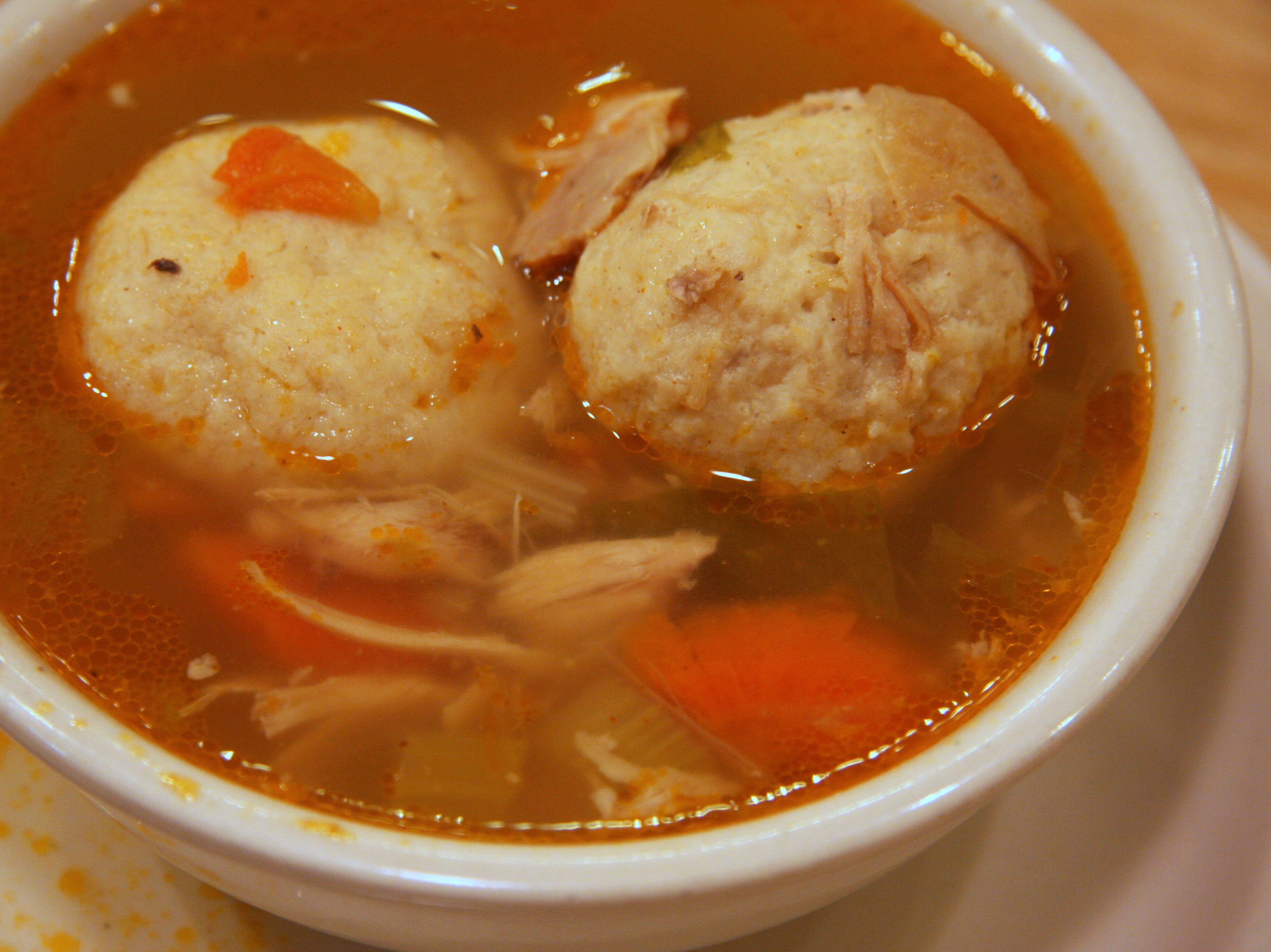
ماتزو بال یک نوع غذای یهودی

آشپزی یهودی (انگلیسی: Jewish cuisine) مجموعه‌ای متنوع از سنت‌های پخت‌وپز یهودیان در سراسر جهان است. این فرایند طی قرن‌ها تکامل یافته و تحت تأثیر عواملی نظیر قوانین دینی کوشر، جشن‌ها اعیاد یهودی و سنت‌های یهودی شبات شکل گرفته‌است.
غذاهای یهودیان اشکنازی با سفارادی تفاوت دارد. قوانین کوشر (کشروت) بر غذاهای یهودیان همه‌ی کشورها حاکم است. گرچه میزان پای‌بندی به این قوانین در گروه‌های گوناگون یهودی متفاوت است، اما اصول اساسی کوشر در همه یکسان است. 
برای مثال گوشت گاو، گوسفند، مرغ، بوقلمون و برخی از انواع ماهی‌ها حلال، و در مقابل، گوشت خوک، شتر و خرگوش حرام است. قوانین ذبح و بررسی سالم بودن اعضای داخلی بدن حیوان پس از ذبح و استفاده نکردن از مواد لبنی در خوراک‌های گوشتی، از جمله قوانین کوشر است. این قوانین، یهودیان را از نظر فرهنگی متمایز کرده و بر طعم غذاهاشان نیز تأثیر گذاشته است. قوانین کوشر و مراسم مذهبی آن در زندگی یهودیان نقش اساسی ایفا می‌کند.